# مارتا بارتل
مارتا بارتل (بالبولندية: Marta Bartel)‏ هي لاعبة شطرنج بولندية، ولدت في 20 مايو 1988 في Zambrów ‏ في بولندا.

## وصلات خارجية
- مارتا بارتل على موقع الاتحاد الدولي للشطرنج (الإنجليزية)
- مارتا بارتل على موقع مباريات الشطرنج (الإنجليزية)
- مارتا بارتل على موقع 365Chess.com (الإنجليزية)
- مارتا بارتل على موقع Chesstempo.com (الإنجليزية)
- مارتا بارتل سجل أولمبياد الشطرنج للسيدات على موقع OlimpBase.org (الإنجليزية)